# Orbea paradoxa
Orbea paradoxa es una especie de plantas de la familia Apocynaceae. Originaria de África.

## Descripción
Es una planta con tallos suculentos, perennifolia que alcanza un tamaño de 0.03 - 0.06 m de altura a una altitud de  20 - 300 metros en Sudáfrica.
 Vegetación en Sudáfrica 
La vegetación autóctona de Sudáfrica varía de una región a otra dependiendo del índice de precipitaciones. En el Eastern Lowveld, donde la lluvia es de carácter torrencial, se encuentran selvas tropicales en las que existe una gran cantidad de palmeras; a lo largo de la costa meridional de esta región hay bosques formados por especies de árboles de madera dura como el cedro. En las Uplands orientales, el suelo soporta un exuberante crecimiento de hierba y árboles aislados.
La mayor parte de la meseta está cubierta por formaciones herbáceas que en el Veld Alto se asemejan a praderas desprovistas de árboles; sin embargo, la pradera de Veld Bajo se parece más a la sabana, con árboles y arbustos dispersos. En el Veld Medio, donde las precipitaciones son escasas, la pradera es muy pobre; la vegetación consiste en vastas formaciones herbáceas características del desierto que crecen a modo de matas y que sólo se vuelven verdes con la lluvia. El Pequeño Karroo está cubierto por maleza.

## Taxonomía
Orbea paradoxa fue descrita por (Verd.) L.C.Leach  y publicado en Excelsa, Taxonomic Series 1: 55. 1978.
Sinonimia
- Stultitia paradoxa Verd.[4]